# Ali Argon
Ali Suphi Argon (Istambul, 19 de dezembro de 1930 – Belmont, Massachusetts, 21 de dezembro de 2019) foi um físico, cientista dos materiais e professor universitário turco-estadunidense.

## Formação e carreira
Filho de Suphi Argon, militar de alta patente do Império Otomano e Margarethe neé Grosche de Berlim, frequentou a escola na Turquia. Em 1948 começou a estudar engenharia mecânica na Universidade Purdue, obtendo o bacharelado em 1952. Obteve em seguida um S.M. (Scientiae Magister) no Instituto de Tecnologia de Massachusetts (MIT) em 1953. No MIT, orientado por Egon Orowan, dirigiu seus interesses para a ciência dos materiais, obtendo um Sc.D. em 1956 com a tese Investigations of The Strength and Anelasticity of Glass. Nos seguintes dois anos trabalhou no High Voltage Engineering Corporation em Burlington no acelerador de partículas Van-de-Graaff. Retornou para a Turquia em 1959, a fim de prestar o serviço militar. Neste cargo teve a incumbência de lecionar uma disciplina na nova Universidade Técnica do Oriente Médio em Ancara. Em 1960 retornou como professor assistente do MIT, onde foi em 1968 professor, em 1982 Quentin Berg Professor e em 2001 Quentin Berg Professor Emeritus.
As pesquisas experimentais e teóricas de Argons contribuíram fundamentalmente para a explanação dos processos físicos da deformação plástica e da fratura de metais, ligas metálicas, cerâmicas, vidros, polímeros e materiais compostos. Em 1972 foi professor visitante de física dos polímeros na Universidade de Leeds. Em 1992 esteve com um Prêmio Humboldt como pesquisador visitante no Instituto de Física de Peter Haasen na Universidade de Göttingen.

## Prêmios e condecorações
- fellow da American Physical Society (1987)
- membro da Academia Nacional de Engenharia dos Estados Unidos (1989)
- Medalha Nadai da Sociedade dos Engenheiros Mecânicos dos Estados Unidos (1998)

## Obras
- Frank A. McClintock, Ali S. Argon (1966). Mechanical Behavior of Materials. [S.l.]: Addison-Wesley. ISBN 0-201-04545-1
- U. F. Kocks, A. S. Argon, M. F. Ashby (1975). Thermodynamics And Kinetics of Slip. Progress In Materials Science. 19. [S.l.: s.n.] pp. 1–281
- Ali S. Argon (2007). Strengthening Mechanisms In Crystal Plasticity. [S.l.]: Oxford University Press. ISBN 978-0-19-965922-7
- A. S. Argon (2013). The Physics of Deformation and Fracture of Polymers. [S.l.]: Cambridge University Press. ISBN 978-0-521-82184-1